# Brachyplatystoma capapretum
Brachyplatystoma capapretum és una espècie de peix de la família dels pimelòdids i de l'ordre dels siluriformes.

## Morfologia
- Els mascles poden assolir 58,1 cm de longitud total i 32,7 kg de pes.[4][4]

## Hàbitat
És un peix d'aigua dolça i de clima tropical.

## Distribució geogràfica
Es troba a Sud-amèrica: riu Amazones des de Belém (Brasil) fins a Iquitos (Perú), incloent-hi alguns afluents seus com els rius Trombetas, Madeira,  Negro, etc.